# Elimia crenatella
Elimia crenatella är en snäckart som först beskrevs av I. Lea 1860.  Elimia crenatella ingår i släktet Elimia och familjen Pleuroceridae. IUCN kategoriserar arten globalt som sårbar. Inga underarter finns listade i Catalogue of Life.

## Bildgalleri